# Partit Popular Sòrab
El Partit Popular Sòrab (sòrab Serbska Ludowa Strana, alemany Wendische Volkspartei) és un partit polític alemany fundat el 2005 amb la finalitat de defensar els interessos de la minoria sòrab als estats de Brandenburg i Saxònia. Fugen la classificació de partit de dretes o esquerres, i s'anomenen interclassistes.
Els fundadors de les parts el consideren un successor del Lausitzer Volkspartei, fundat el 1919 i que canvià el nom a Wendische Volkspartei el 1924, i que va ser dissolt pel règim nazi. La seva fundació ha estat, però, criticada per molts activistes sòrabs, com Domowina, ja que considera que els sòrabs podrien estar representats pels partits alemanys existents.
El partit ha pres part a les eleccions municipals de 2007, a les eleccions regionals de Brandenburg de 2008 i les eleccions municipals i regionals a Saxònia de 2009. Reclamen un bilingüisme més actiu per part de les autoritats i major presència del sòrab a l'escola. El 27 de març de 2009 va ingressar a l'Aliança Lliure Europea.